# 320P/McNaught
320P/McNaught è una cometa periodica scoperta il 2 settembre 2004, è anche la quindicesima cometa scoperta dall'astronomo Robert H. McNaught.
La cometa non è osservata al passaggio del perielio del 2010 e del 2021 perché mal posizionata: il suo periodo di rivoluzione, prossimo ai 5 anni e mezzo, fa sì che possa essere osservata solo ogni due passaggi al perielio.
Un'altra caratteristica della sua orbita è di avere una MOID molto piccola sia con la Terra, tanto che nel luglio 2048 i due corpi celesti passeranno a poco più di 4 milioni di km di distanza, che col pianeta Giove con cui ha avuto un incontro ravvicinato nel 2002 e uno ancora più serrato il 25 ottobre 1990 i due corpi celesti arrivarono a sole 0,0415 au, pari a poco più di 6 milioni di km .